# Eske Brun
Eske Brun (Aalborg, 25 maggio 1904 – Aalborg, 11 ottobre 1987) è stato un politico danese, governatore della Groenlandia.

## Biografia
Brun nacque ad Aalborg, in Danimarca. Il padre morì quando Eske aveva solo 15 anni e la famiglia si trasferì a Ordrup, a nord di Copenaghen. Conseguì la laurea in legge all'Università di Copenaghen nel 1929. Nel 1932 assunse la funzione di sostituto governatore della Groenlandia Settentrionale; nel 1939 ottenne la carica di governatore in maniera permanente.

### Seconda guerra mondiale
Quando scoppiò la Seconda guerra mondiale e i contatti con la Danimarca furono interrotti in seguito all'invasione tedesca, Eske Brun e il suo collega Aksel Svane, in base ad una legge del 1925 sul governo della Groenlandia, presero il controllo dell'isola. Stabilirono linee di approvvigionamento da Stati Uniti e Canada grazie anche all'aiuto dell'ambasciatore danese a Washington, Henrik Kauffmann. Dal 1941 fino alla fine della guerra, Aksel Svane rimase in America ad organizzare gli aiuti ed Eske Brun rimase l'unico governatore di tutta la Groenlandia; in questo periodo l'amministrazione fu centralizzata a Godthåb (Nuuk). 

## Nel dopoguerra
Dopo la guerra Eske Brun fu eletto vicepresidente dell'Amministrazione della Groenlandia (Grønlands Styrelse) nel 1947; nel gennaio del 1949 succedette a Knud Oldendow come presidente. Eske Brun lavorò nella pubblica amministrazione fino al suo pensionamento nel 1964, avvenuto dopo alcune dispute sull'eguaglianza di danesi e groenlandesi. Tra i groenlandesi si discute ancora se Eske Brun sia stato il "creatore" della "Groenlandia moderna".
Eske Brun è stato sepolto nel cimitero di Humlebæk, in Danimarca, dopo la sua morte avvenuta l'11 ottobre 1987 a Soelleroed. Non è mai stato rinvenuto alcun documento che riveli la causa della morte di Eske Brun.